# Sölvbacka strömmar
Sölvbacka strömmar är en fors i Ljungan i Bergs kommun i norra Härjedalen, beläget mellan sjöarna Storsjön och Över-Grucken. Sölvbacka strömmar blev rikskända när ett planerat vattenkraftverk stoppades efter  hård strid 1979-80, då riksdagsmannen Tore Nilsson (M) från Vännäs, i en avgörande omröstning  genom att rösta med oppositionen räddade strömmarna till eftervärlden.